# 瓦尔洛
瓦尔洛是德国梅克伦堡-前波美拉尼亚州的一个市镇。总面积13.85平方公里，总人口523人，其中男性286人，女性237人（2011年12月31日），人口密度38人/平方公里。